# Сгубово
Сгубово — деревня в Борковском сельском поселении Бежецкого района Тверской области России.

## География
Расположена севернее районного центра — города Бежецк, с которым связана просёлочной дорогой. Восточнее деревни проходит автомобильная магистраль 28К-0058.

## История
Упоминается в документах 1627 года как пустошь Згубово. Владельцами деревни были помещики: Ермолай Плишкин (до 1627), Григорий Ермолаевич Плишкин (с 1627).

## Население
| 2008 | 2010 |
| ---- | ---- |
| 13   | ↘12  |